# Сигерт, Мартин
Мартин Сигерт (Martin J. Siegert) — британский учёный, гляциолог.
Член Эдинбургского королевского общества (2007), доктор философии, профессор, содиректор Grantham Institute – Climate Change and Environment (с мая 2014) (Имперский колледж Лондона), прежде директор Бристольского гляциологического центра при Бристольском университете, в котором в настоящее время приглашённый профессор, возглавлял школу геонаук в Эдинбургском университете, почётный профессор последнего.
Отмечен Martha T. Muse Prize (2013).
Окончил Университет Рединга со степенью по геологической геофизике, в Кембридже получил степень доктора философии в Институте полярных исследований имени Скотта.
Основатель Edinburgh Centre for Carbon Innovation (ECCI).
Специалист по Антарктике, провёл там три полевых сезона. Выступает в СМИ.
Редактор «Routledge Handbook of the Polar Regions».